# Thomas Weiss (Schriftsteller)
Thomas Weiss (* 1964 in Stuttgart) ist ein deutscher Schriftsteller.

## Leben
Thomas Weiss lebt und arbeitet als Romancier in seiner Wahlheimat Berlin. 2016 erhielt er ein Arbeitsstipendium des Berliner Senats.

## Werke
- Tod eines Trüffelschweins, Roman, Steidl, Göttingen 2007 ISBN 3-86521-558-0
- Folgendes, Roman, Steidl Verlag, Göttingen 2006 ISBN 3-86521-333-2
- Schmitz, Roman, Frankfurter Verlagsanstalt, Frankfurt am Main 2004, ISBN 3-627-00116-8
- Flüchtige Bekannte, Roman, Berlin Verlag, Berlin 2014, ISBN 978-3-8270-1211-1